# Чиклова-Романа (Караш-Северин)
Чиклова-Романа (рум. Ciclova-Română) насеље је у Румунији у округу Караш-Северин. Oпштина се налази на надморској висини од 297 m.

## Прошлост
Аустријски царски ревизор Ерлер је 1774. године констатовао да место припада Ракаждијском округу, Новопаланачког дистрикта. Становништво је било претежно влашко.

## Становништво
Према подацима из 2011. године у насељу је живело 1758 становника.